# Gösta Gustafson (fysiker)
Gösta Gustafson, född den 18 februari 1941 i Helsingborg, är en svensk fysiker. Han är professor emeritus i teoretisk högenergifysik vid Lunds universitet.
Gustafson disputerade 1971 vid Lunds Universitet med doktorsavhandlingen Resonances and dispersion relations in elementary particle physics. Hans fortsatta forskning har kretsat kring vad som sker vid högenergetiska partikelkollisioner.
År 1992 blev han invald i Kungliga Fysiografiska Sällskapet i Lund.